# Conão (lestodiócta)
Conão (em latim: Conon) foi um oficial bizantino do século VI, ativo durante o reinado do imperador Anastácio I Dicoro (r. 491–518). Apareceu em 513/8, quando como lestodiócta (xerife) foi instruído pelo vigário do mestre dos soldados do Oriente Caliópio a auxiliar bispos monofisistas da Diocese do Oriente.